# Barbara Summers
Barbara Summers (6 de setembro de 1944 - novembro de 2014)  foi uma escritora e educadora americana que também teve uma longa e bem-sucedida carreira como modelo de moda, trabalhando por 17 anos com a Ford Models, uma das principais agências da América.  Seu livro de 1998, Skin Deep – a história das modelos negras na América e no exterior – é um trabalho definitivo sobre mulheres negras na indústria da moda. para o qual ela passou mais de uma década entrevistando profissionais da moda em três continentes para registrar suas experiências.

## Biografia

### Educação e carreira
Barbara Gene Summers nasceu em Springfield, Massachusetts, filha de Don e Lucy Summers, a segunda dos cinco filhos de seus pais. Em suas próprias palavras: "Meu pai maravilhoso e trabalhador costumava me chamar de Filha nº 2. Ele e minha mãe tiveram 4 meninas antes de seu único filho nascer." Ela cresceu em Hartford, Connecticut, para onde sua família se mudou em 1949. Ela se formou na Weaver High School em 1963 e depois foi para a Universidade da Pensilvânia, onde obteve um diploma de bacharel. Posteriormente, ela fez pós-graduação na Universidade de Yale e depois na Universidade de Paris na Sorbonne, onde "imediatamente abandonou a pós-graduação e se tornou uma francófila ao longo da vida". Depois de morar em Paris, ela se mudou para Porto Rico e Haiti, permanecendo lá por vários anos com seu marido Marc Albert e seu filho.  De volta à cidade de Nova York, ela começou sua carreira como modelo enquanto trabalhava como instrutora universitária e, posteriormente, voltou à academia, lecionando no Hostos Community College no Bronx. 
Como escritora e editora, ela publicou trabalhos como I Dream a World: Portraits of Black Women Who Changed America (1989), Nouvelle Soul: Short Stories (1992), The Price You Pay (um romance ambientado no mundo da modelagem, 1993), Skin Deep: Inside the World of Black Fashion Models (1998), Black and Beautiful: How Women of Color Changed the Fashion Industry (2001) e Open the Unusual Door: True-Life Stories of Challenge, Adventure, e Success by Black Americans (2005). Sua escrita mais notável é seu livro de 1998, Skin Deep, que explora o papel dos modelos afro-americanos na indústria da moda e o surgimento de designers negros, e "apresenta um retrato fascinante de supermodelos negros",  incluindo perfis de Dorothea Towles, Beverly Johnson, Iman, Barbara Cheeseborough e outros. O livro foi descrito em The Crisis como "uma história incrivelmente abrangente ... uma leitura inspiradora e um prazer de possuir".
Summers escreveu sobre si mesma: "Na surpreendente aventura que é minha vida, fui uma modelo da Ford, uma viajante do mundo, uma professora, uma escritora e editora, uma amante, esposa e mãe, uma irmã de vários, uma boa amigo de muitos. Eu me defino como artista. Os artistas têm a responsabilidade especial não apenas de falar a verdade, mas de cantá-la. Eu acredito: *Somos todos parentes - literalmente. *Enquanto políticos, terroristas e maníacos do poder lutam fortemente para provar o contrário, a guerra não é a resposta. O amor é."
Ela morreu inesperadamente em 2014 aos 70 anos.

## Vida pessoal
O filho de Barbara Summers é o animador/produtor Kimson Albert. Ela também deixou suas irmãs, Lucy Summers e Dona Carter, e o irmão Don Summers, sua irmã mais velha, Sandy Head, que faleceu antes dela.